# Höfnergraben
Höfnergraben ist eine Ortschaft und Katastralgemeinde in der Gemeinde Kaumberg und eine Streusiedlung in der Gemeinde Altenmarkt an der Triesting in Niederösterreich.
Die Ortschaft liegt östlich von Kaumberg und erstreckt sich von Kaumbergbach in den Höfnergraben. Die Talsohle dieses Grabens bildet zugleich auch die Grenze zwischen den Bezirken Baden und Lilienfeld, sodass der Ort auch in zwei Bezirken liegt. Der westliche Ortsteil besteht aus einer Streusiedlung und vier Einzellagen, der östliche Ortsteil nur aus einer Streusiedlung. Im Höfnergraben befindet sich auch ein Campingplatz. Zur amtlich ausgewiesenen Bevölkerungszahl von 70 Einwohnern (Stand: 1. Jänner 2024) für die Ortschaft von Kaumberg sind noch die Einwohner des Ortsteils von Altenmarkt hinzuzuzählen, die aber statistisch nicht gesondert ausgewiesen werden.
Durch den Graben fließt der Höfnerbach, der in die Triesting mündet. 
Von Höfnergraben ist der östlichste über 1000 Meter hohe Berg Österreichs, das Hocheck, auf kürzestem Weg zu erreichen. Der Aufstieg über den Höfnergraben ist aber auch die steilste Variante.

## Geschichte
Im Jahr 1822 wurde der Ort mit acht zerstreuten Häusern genannt, der nach Kaumberg eingepfarrt war, wohin auch die Kinder eingeschult wurden. Die Herrschaft Kreisbach besaß die Ortsobrigkeit und die Herrschaft Lilienfeld übte die Landgerichtsbarkeit aus und besorgte die Konskription. Die Untertanen und Grundholde des Ortes gehörten den Herrschaften Kreisbach und Lilienfeld.
Laut Adressbuch von Österreich waren im Jahr 1938 in Höfnergraben mehrere Landwirte mit Direktvertrieb ansässig.